# ニールス・レームハイス
ニールス・レームハイス（Niels Leemhuis、1997年9月28日 - ）は、オランダ・アルメレ出身のサッカー選手。エクセルシオール'31所属。ポジションはMF。